# Francisco Javier Conde García
Francisco Javier Conde García (Burgos, 3 de desembre de 1908 - Bonn, 19 de desembre de 1974) va ser un filòsof i ambaixador espanyol, membre de la Secció d'Ordenació Social i Corporativa de l'Instituto de Estudios Políticos, conseller nacional i procurador en Corts durant les cinc primeres legislatures de la dictadura franquista.

## Biografia
Abans d'obtenir el doctorat en Dret en 1935 va rebre una beca de la Junta d'Ampliació d'Estudis (1933) per estudiar en Berlín amb Carl Schmitt, qui escriu a la JAE per donar suport a la sol·licitud de Conde. Deixeble de Carl Schmitt entre 1934 i 1936, traduirà les seves principals obres al castellà. Pel que sembla, abans de la Guerra civil havia obtingut ja els drets de diversos llibres seus per a una editorial espanyola.
| «                                                                             | "...A la classe de dret polític de la facultat va fer un matí la seva aparició un jove professor ros, de dicció aparentment engolada, de qui coneixia les seves precursores traduccions de Carl Schmitt, i que portava d'Alemanya les paraules més innovadores de teoria de l'Estat (...) La intel·ligència espanyola, com amb tants compatriotes eminents, no ha estat justa amb Javier Conde, un dels més fins enginys del seu temps..." | » |
| — Gonzalo Fernández de la Mora, Río Arriba. Memorias. Planeta, 1995, pág. 54. | |   |

El seu perfil intel·lectual va ser el del jurista polític amb una sòlida formació germànica i un profund coneixement de la història i del pensament polítics.
| «                 | "...Seguint en la seva actitud liminar a Heidegger, Conde va fer el balanç del dret polític de l'època contemporània, des dels Gerber, Laband i Jellinek fins a Schmitt i Heller, amb incursions successives en els tractadistes francesos del Droit constitutionnel, Kelsen, Luckács, el professoral Political Pluralism anglès, Smend i Leibholz i l'institucionalisme de Hauriou. Va consumar així en una primera instància la «destrucció» del dret polític, és a dir, del pensament jurídic polític concebut com una part arquitectònica del saber polític. El Dret polític ha de ser així una «teoria de l'organització política». Deixant aquesta última d'un costat, la qüestió per a l'autor és quant de la tradició política encara es manté dempeus i pot ser susceptible d'una projecció futurista. Heus aquí la manera típicament agònica de Conde d'inquirir en el polític..." | » |
| — Jerónimo Molina | |   |

Durant la Segona República Espanyola treballà com a funcionari del Ministeri d'Educació. Just abans que comencés la guerra civil espanyola impartia Filosofia política en la Universitat de Berlín. La seva condició de funcionari republicà així com els seus antecedents ideològics socialistes li van causar alguns problemes quan torna a Espanya per incorporar-se al bàndol nacional, treballant fins al final de la contesa en labors editorials i doctrinals a Burgos.
Des de 1939 treballa en l'Institut recentment creat d'Estudis Polítics. En 1941 va obtenir la càtedra de Dret Polític en la Universitat de Madrid, dos anys després va guanyar la càtedra homònima de la Universitat de Santiago de Compostel·la, a la qual no va arribar a incorporar-se perquè va seguir impartint docència en la Facultat de dret madrilenya. Fou Procurador en Corts en la I Legislatura de les Corts Espanyoles (1943-1946) en representació de l'Organització Sindical per la seva condició de membre de la Secció d'Ordenació Social i Corporativa del Instituto de Estudios Políticos. Conseller Nacional nat per la seva condició de president de l'Institut d'Estudis Polítics i també Procurador en Corts en la III Legislatura de les Corts Espanyoles (1949-1952).
En 1946 ingressà a la diplomàtica i en 1955 fou nomenat acadèmic de la Reial Acadèmia de Ciències Morals i Polítiques. Va ser l'ambaixador de Francisco Franco prop del govern de Carlos P. García a Manila i prop de Chiang Kai-shek a Taipei. Posteriorment fou ambaixador espanyol a Montevideo, Ottawa i Bonn, on hi va morir en 1974.